# Lars van der Haar
Lars van der Haar (Woudenberg, 23 de julio de 1991) es un ciclista profesional neerlandés que corre para el equipo Baloise-Trek Lions.

## Palmarés

### Ciclocrós
2011
- Campeonato Mundial sub-23

2012
- Campeonato Mundial sub-23

2013
- 3.º en el Campeonato Mundial de Ciclocrós
- Campeonato de los Países Bajos de Ciclocrós

2014
- Copa del Mundo
- Campeonato de los Países Bajos de Ciclocrós

2015
- 3.º en el Campeonato de los Países Bajos de Ciclocrós
- 3.º en el Campeonato Mundial de Ciclocrós
- Campeonato Europeo de Ciclocrós

2016
- 2.º en el Campeonato de los Países Bajos de Ciclocrós
- 2.º en el Campeonato Mundial de Ciclocrós

2017
- 3.º en el Campeonato de los Países Bajos de Ciclocrós

2018
- 2.º en el Campeonato de los Países Bajos de Ciclocrós

2019
- 2º en el Campeonato de los Países Bajos de Ciclocrós

2020
- 2.º en el Campeonato de los Países Bajos de Ciclocrós
- 3.º en el Campeonato Europeo de Ciclocrós

2021
- Campeonato Europeo de Ciclocrós  [1]
- Campeonato de los Países Bajos de Ciclocrós
- 5.º general Copa del Mundo
  - 1.º Tábor
- 3.º general Superprestigio
  - 1.º Gavere

2022
- 2.º en el Campeonato Mundial de Ciclocrós
- 2.º en el Campeonato Europeo de Ciclocrós

2023
- Campeonato de los Países Bajos de Ciclocrós
- 1.º general Superprestigio
- 3.º en el Campeonato Europeo de Ciclocrós

2024
- 3.º en el Campeonato de los Países Bajos de Ciclocrós

### Ruta
2014
- 1 etapa del Oberösterreichrundfahrt